# Heinrich Lehmann (Volksschullehrer)
Heinrich Lehmann (geboren 1869; gestorben 1933 in Bad Nenndorf) war ein deutscher Lehrer, Volksschullehrer und Verfasser mehrerer Wanderbücher über den Deister.

## Leben

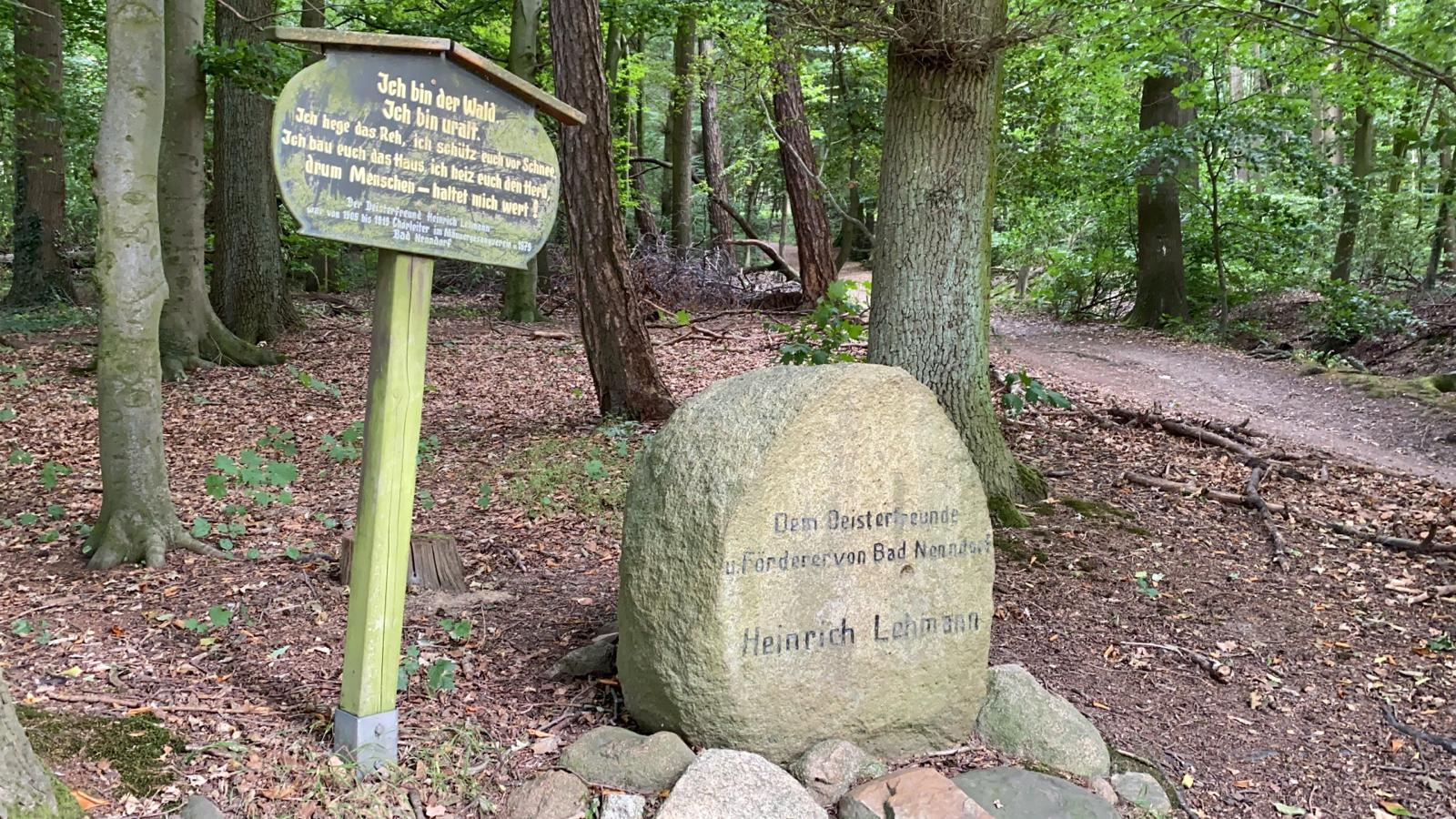
Gedenktafel für den Chorleiter und Gedenkstein für den „[...] Förderer von Bad Nenndorf“ an der Cecilienhöhe im Deister

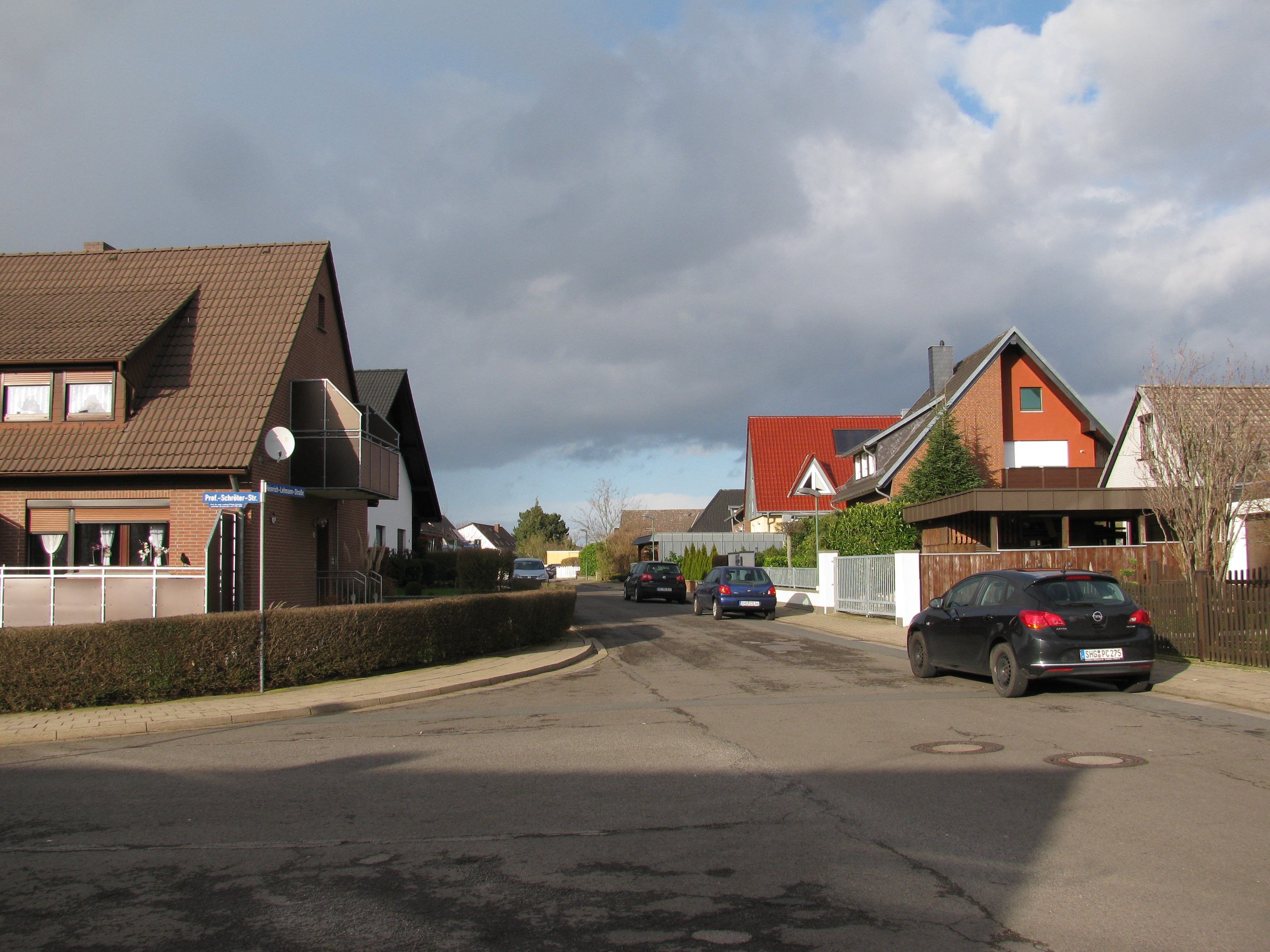
Blick in die Heinrich-Lehmann-Straße Ecke Prof.-Schröter-Straße in Bad Nenndorf

Heinrich Lehmann wirkte als Lehrer und Volksschullehrer und ehrenamtlich als langjähriger Vorsitzender des Kur- und Verkehrsvereins Bad Nenndorf. Als Autor schrieb er vor allem mehrere Bücher mit Beschreibungen für Wanderungen im Deister. Von 1905 bis 1919 wirkte er zudem als Chorleiter im Männergesangsverein von 1879.

## Schriften
- Illustrierter Führer in die nähere und weitere Umgebung von Bad Nenndorf und Barsinghausen , Bad Nenndorf: H. Lehmann, um 1909
- Wanderbuch durch den Deister und seine Nachbargebiete, 4. Auflage, Hannover: Th. Schulze’s Buchhandlung, (1920)
- Illustrierter Führer in die nähere und weitere Umgebung von Bad Nenndorf und Barsinghausen. Spezielle Bearbeitung von Bad Nenndorf, Barsinghausen und Umgegend, 3. Auflage, Barsinghausen: Weinaug, [ca. 1920]
- Führer durch Bad Nenndorf und Umgebung, 2. Auflage, Barsinghausen, [ca. 1940]